# ГЕС McKay Creek
ГЕС McKay Creek — гідроелектростанція південному сході Австралії. Знаходячись перед ГЕС Богонг, становить верхній ступінь каскаду у сточищі річки Кієва, яка дренує західний схил Австралійських Альп та впадає ліворуч до Муррею (басейн Великої Австралійської затоки Індійського океану) одразу після сховища Hume.
Забір води для роботи станції відбувається з Rocky Valley Creek та Pretty Valley Creek — відповідно правого та лівого витоків Кієва-Іст-Рівер, яка в свою чергу є правим витоком Кієви. Rocky Valley Creek перекрили кам'яно-накидною греблею висотою 32 метри та довжиною 518 метрів, яка потребувала 459 тис. м3 матеріалу та утримує водосховище з площею поверхні 2,65 км2 і об'ємом 28,4 млн м3. На Pretty Valley Creek первісно також планували створити резервуар, проте в підсумку обмежились водозабірною греблею.
Ресурс подається по тунелях загальною довжиною 5,5 км до точки, розташованої на північно-західному схилі гори McKay. Далі по поверхні прямує напірний водовід довжиною 1,25 км, який переходить у короткий напірний тунель. Машинний зал станції спорудили у підземному виконанні на глибині 80 метрів під сточищем струмка McKay Creek, котрий впадає праворуч до Pretty Valley Creek.
Основне обладнання ГЕС первісно становили шість турбін типу Пелтон потужністю по 16,8 МВт, які в 2004-му модернізували зі збільшенням потужності до 25 МВт. Гідроагрегати використовують напір у 520 метрів.
Відпрацьована вода відводиться по тунелю до розташованого за 0,3 км водозабору наступної станції каскаду.